# Šachová partie

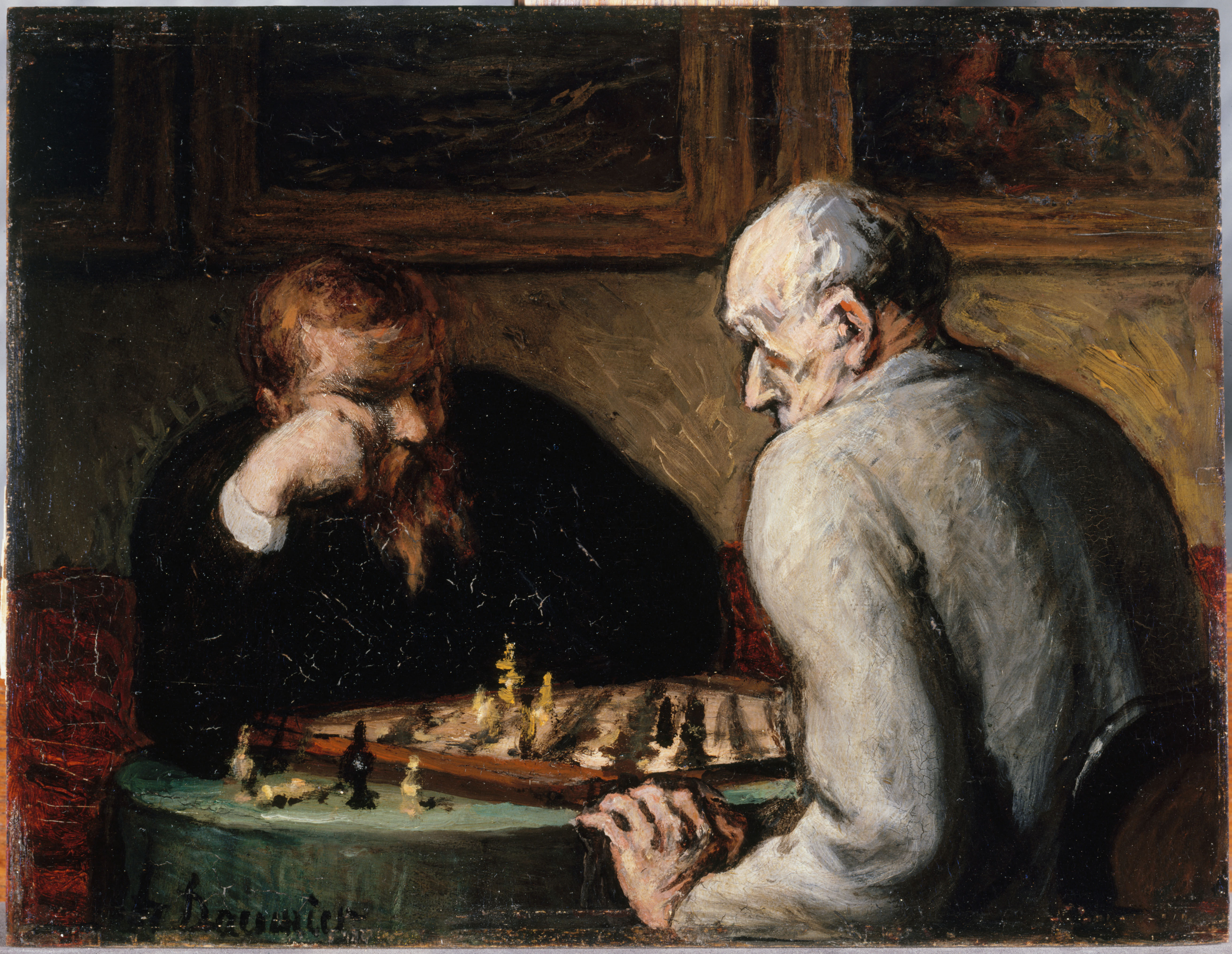
Hráči šachu, Honoré Daumier, 1863

Šachová partie je jednotlivé střetnutí dvou šachistů. Ve výjimečných případech se může stát, že se partie přímo účastní hráčů více, když se vedení jedněch nebo obou kamenů účastní týmy hráčů – tzv. konzultantů, viz partie Kasparov versus Svět (1999) či partie Morphy versus vévoda z Brunšviku a hrabě Isouard (1858).
Rozlišují se přátelské partie hrané mimo nějakou oficiální soutěž, v níž se hráči mohou řídit pravidly víceméně volně (např. dotknuto-hráno, nemluvení na soupeře během hry atp.), a partii soutěžní (sportovní), která je součástí nějakého oficiálního střetnutí, u níž jsou veškerá pravidla jasně definována. Nad jejich striktním dodržováním pak bdí rozhodčí turnaje, resp. zápasu.

## Různé typy partií

Partie začátečníka

Praktický šach (praktická partie) – klasické střetnutí dvou hráčů u šachovnice, hráči nesmějí své tahy konzultovat s nikým a ničím.
Korespondenční šach (teoretický šach, korespondenční partie) – soupeři si na dálku sdělují tahy a mohou využívat při hře výpočetní techniku, literaturu i rady jiných hráčů.
Partie simultánní (simultánka) – partie je součástí většího střetnutí, kdy jeden hráč hraje na více šachovnicích proti více soupeřům současně.
Partie naslepo – jeden nebo oba hráči hrají bez pohledu na šachovnici.
„Advanced“ šach, kyborg šach (schválený český ekvivalent prozatím neexistuje[zdroj?]) – oba hráči mají během partie k dispozici šachový počítačový program a mohou s ním libovolně konzultovat své tahy. Tento druh šachu přináší oběma hráčům zajímavé možnosti, jelikož konzultace s počítačem brání vzniku hrubých chyb a hráči se tak mohou více soustředit na ostatní aspekty partie.

## Fáze šachové partie

Královský gambit: Nesmrtelná partie.

Šachové střetnutí může mít celkem tři fáze: zahájení (fáze vývinu figur), střední hru (fáze boje o získání rozhodující výhody) a koncovku (fáze uplatňování získané výhody při několika málo zbývajících figurách). Známý je ovšem jeden z nesmrtelných aforismů velkého polského velmistra a glosátora Tartakowera, který charakterizuje tyto tři části v poněkud psychologičtější rovině: Šachové střetnutí má tři části: Zahájení, ve kterém se snažíme získat výhodu, střední hru, ve které se nám zdá, že stojíme lépe, a koncovku, ve které poznáme, že vše je nenávratně ztraceno.

## Výsledek šachové partie
Výsledkem šachové partie může být vítězství jednoho z hráčů nebo remíza. Partie se hraje buď až do úplného rozhodnutí, nebo po pečetění tahu.

### Možnosti dosažení výhry
1. mat soupeřovu králi
2. kapitulace soupeře
3. překročení času soupeřem (musí být reklamováno hráčem)
4. soupeř udělá nemožný tah (pouze bleskové partie)
5. partie skončila remízou (v některých zrychlených verzích šachu to znamená, že vyhrál černý)
6. kontumace partie (rozhodčí rozhodne o vítězství jednoho hráče – viz dále)

#### Případy, kdy rozhodčí vyhlašuje kontumační vítězství
1. jeden ze soupeřů se nedostaví včas k partii
2. jeden ze soupeřů se obzvláště hrubě proviní proti soutěžnímu řádu

### Možnosti dosažení remízy
1. dohodou
2. pokud došlo k trojímu opakování téže pozice, přičemž je třeba aby hráč tento fakt reklamoval za této pozice a prokázal ho (což může být těžko proveditelné za situace, že se partie nezaznamenává, nebo se nachází ve fázi, kdy hráč využil svého práva zapisování tahů dočasně přerušit)
3. během posledních 50 tahů nebyl vzat žádný kámen a nebylo taženo pěšcem (pravidlo FIDE) – nutno reklamovat
4. situace, kdy už není na šachovnici dostatek figur k tomu, aby mohl některý ze soupeřů dát mat
5. nastal pat
6. jestliže ve stadiu partie, kdy všechny tahy musí být provedeny do konce časového limitu, oba hráči překročili čas a nelze určit, kdo z nich ho překročil jako první
7. pokud jeden z hráčů vyreklamuje a prokáže, že partie dospěla do stadia jednoznačné teoretické remízy (platí pouze na některých turnajích)
8. při takzvaném rychlém zakončení partie, pokud jeden z hráčů ve vrcholné časové tísni reklamuje remízu s tím, že partii nelze normálními prostředky vyhrát nebo že se soupeř o výhru normálními prostředky nesnaží (a rozhodčí reklamaci uzná)